# NGC 6744
NGC 6744 es una galaxia espiral intermedia que se encuentra a sólo 25 millones de al (aproximadamente 7,67 megaparsecs) de distancia en la constelación de Pavo en el hemisferio austral. De magnitud aparente 9,14, es un objeto muy bello de observar con un telescopio de 200 mm; en cambio los binoculares apenas son suficientes para detectar su presencia. 
Se considerada una de las más similares a la Vía Láctea de nuestro entorno inmediato. Se observan brazos esponjosos y un núcleo alargado. Al igual que la Vía Láctea, posee una galaxia satélite distorsionada con el nombre de NGC 6744A, similar a una de las Nubes de Magallanes. Se calcula que alberga unos cien millones de estrellas.
Se encuentra a 2 millones de años luz de la galaxia enana esferoidal Bedin I por lo que podrían estar físicamente asociadas.
Fue descubierta por James Dunlop el 30 de junio de 1826.